# Душко Наневски
Душко Наневски (на македонска литературна норма: Душко Наневски) е поет, литературен критик, детски писател, научен работник и есеист от Република Македония.

## Биография
Роден е в кратовското село Шлегово на 17 юни 1929 година. Завършва Философския факултет в Скопски университет. Работи като научен сътрудник в Института за македонска литература. Член е на Дружеството на писателите на Македония от 1959 година и на дружеството Независими писатели на Македония. Умира в 1994 година в Скопие.

## Творчество
- Македонска поетска школа (есета и критики, 1977)
- Раѓање на метафората (поетични изследвания, 1982)
- Самовилското коњче (приказки, 1978)
- Знаци од азбуката (елиптики, поезия, 1982)
- Поетот Рацин (монография, 1983)
- Критички илуминации (есета и критики, 1984)
- Охридска поема (поезия, 1985)
- Поетика на јазикот – етиди (1988)
- Интегрална поетика (1993)

Антологии
- Љубовни народни песни (1971)
- Црниот славеј (антология на съвременната поезия на Република Македония, 1977)

Носител е на наградите „Кочо Рацин“ и „Златен венец“ от фестивала в Сараево (1974).